# 1699 en arts plastiques
| Années des arts plastiques : 1696 - 1697 - 1698 - 1699 - 1700 - 1701 - 1702    |
| Décennies des arts plastiques : 1660 - 1670 - 1680 - 1690 - 1700 - 1710 - 1720 |

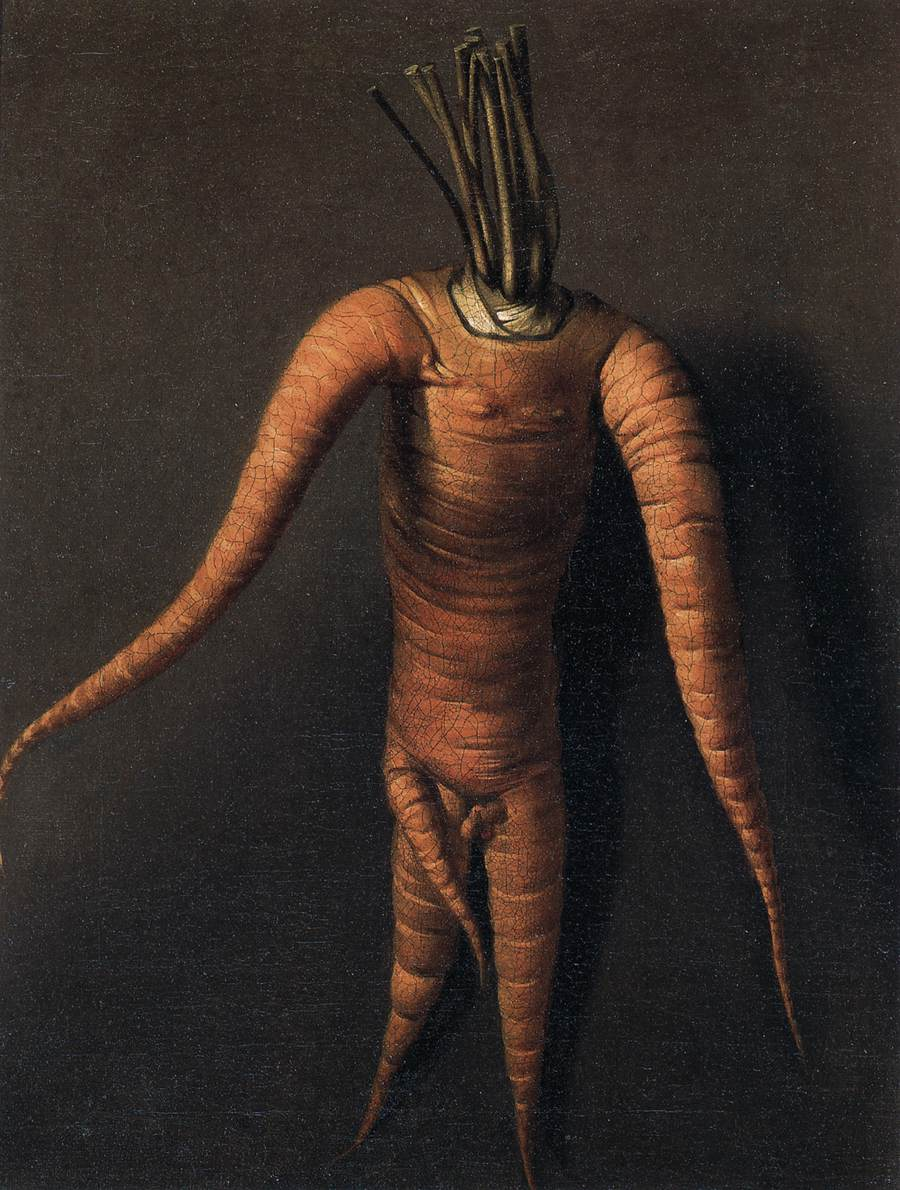
La carotte, peinture de Willem Frederik van Royen.

Cette page concerne l'année 1699 en arts plastiques.

## Naissances
- vers le 14 janvier : Jan l'Admiral, dessinateur, graveur et miniaturiste néerlandais († vers le 5 juin 1773),
- 17 février : Georg Wenzeslaus von Knobelsdorff, peintre et un architecte prussien († 16 septembre 1753),
- 26 mars : Hubert François Gravelot, illustrateur, graveur, dessinateur et peintre français († 20 mars 1773),
- 5 mai : Hubert Drouais, peintre français († 9 février 1767),
- 10 mai : Bartolomeo Nazari, peintre du baroque tardif (rococo) italien († 4 août 1758),
- 27 mai : Gianantonio Guardi, peintre italien († 22 janvier 1760),
- 28 mai : Laurent Cars, graveur et peintre français († 14 avril 1771),
- 24 octobre : Giuseppe Grisoni, sculpteur et peintre italien de la période rococo († 1769),
- 2 novembre : Jean Siméon Chardin, peintre français († 6 décembre 1779),
- 25 novembre : Pierre Subleyras, peintre français († 28 mai 1749),
- 20 décembre : Christoph Thomas Scheffler, peintre baroque et rococo allemand († 25 janvier 1756),
- ? :
  - Giuseppe Nogari, peintre rococo italien († 1766),
  - Ivan Vichniakov, peintre portraitiste et muraliste rococo russe († 8 août 1761).

## Décès
- 16 février : Jean-Baptiste Monnoyer, peintre français (° 19 juillet 1636),
- 17 mars : Reynaud Levieux, peintre français (° 6 janvier 1613),
- 12 mai : Lucas Achtschellinck, peintre brabançon baroque spécialisé dans la peinture de paysages (° 1626).
- 22 mai : Giovanni Battista Boncuore, peintre baroque italien (° 1643),
- 27 octobre : Barthélemi Hopfer, peintre allemand (° 1er mai 1628).
- ? :
  - Mary Beale, peintre anglaise (° 26 mars 1633),
  - Pandolfo Reschi, peintre italien (° 1643).